# باشگاه فوتبال توران
باشگاه فوتبال توران یک باشگاه فوتبال مستقر در داش‌اغوز، ترکمنستان است. آنها در لیگ عالی ترکمنستان، لیگ برتر، بازی می‌کنند. ورزشگاه خانگی آنها ورزشگاه اسپورت توپلومی است. در ماه مه ۲۰۱۰، این باشگاه با تصمیم فدراسیون فوتبال ترکمنستان نام خود را از توران داش‌اغوز به داش‌اغوز تغییر داد. در سال ۲۰۱۶، نام قدیمی بازگشت.

## افتخارات
- جام حذفی ترکمنستان: ۲ قهرمانی